# Ampedus sayi
Ampedus sayi es una especie de escarabajo del género Ampedus, familia Elateridae. Fue descrita científicamente por LeConte en 1853.
Esta especie se encuentra en los Estados Unidos. 